# ماريو بيلاتي
ماريو بيلاتي (بالهولندية: Mario Bilate) (16 يوليو 1991 بموسكو في روسيا - ) هو لاعب كرة قدم هولندي في مركز الهجوم. لعب مع دندي يونايتد وزيركسيس روتردام وسبارتا روتردام.

## وصلات خارجية
- ماريو بيلاتي على موقع قاعدة بيانات كرة القدم.إي يو (الإنجليزية)
- ماريو بيلاتي على موقع Soccerbase.com (لاعب) (الإنجليزية)
- ماريو بيلاتي على موقع Soccerway.com (الإنجليزية)
- ماريو بيلاتي على موقع عالم كرة القدم.نت (الإنجليزية)